# Salto de esqui nos Jogos Olímpicos de Inverno de 2006
As competições de salto de esqui nos Jogos Olímpicos de Inverno de 2006 foram disputadas entre 11 e 20 de fevereiro em Turim, na Itália. O salto de esqui é dividido em três eventos.

## Calendário
| Fevereiro      | 10 | 11 | 12 | 13 | 14 | 15 | 16 | 17 | 18 | 19 | 20 | 21 | 22 | 23 | 24 | 25 | 26 |
| -------------- | -- | -- | -- | -- | -- | -- | -- | -- | -- | -- | -- | -- | -- | -- | -- | -- | -- |
| Salto de esqui |    |    | 1  |    |    |    |    |    | 1  |    | 1  |    |    |    |    |    |    |

|  | Dia de competição |  | Dia de final |  | Exibição de gala |

## Eventos
- Pista curta individual (K90) masculino
- Pista longa individual (K120) masculino
- Pista longa por equipes (K120) masculino

## Medalhistas
Masculino
| Evento                                  | Ouro                                                                       | Prata                                                                | Bronze                                                                        |
| --------------------------------------- | -------------------------------------------------------------------------- | -------------------------------------------------------------------- | ----------------------------------------------------------------------------- |
| Pista normal individual (K90) detalhes  | Lars Bystøl NOR Noruega                                                    | Matti Hautamäki FIN Finlândia                                        | Roar Ljøkelsøy NOR Noruega                                                    |
| Pista longa individual (K120) detalhes  | Thomas Morgenstern AUT Áustria                                             | Andreas Kofler AUT Áustria                                           | Lars Bystøl NOR Noruega                                                       |
| Pista longa por equipes (K120) detalhes | Andreas Widhölzl Andreas Kofler Martin Koch Thomas Morgenstern AUT Áustria | Tami Kiuru Janne Happonen Janne Ahonen Matti Hautamäki FIN Finlândia | Lars Bystøl Bjørn Einar Romøren Tommy Ingebrigtsen Roar Ljøkelsøy NOR Noruega |

## Quadro de medalhas
| Ordem | País          | Medalha de ouro | Medalha de prata | Medalha de bronze |   | Ordem por total |
| ----- | ------------- | --------------- | ---------------- | ----------------- | - | --------------- |
| 1     | AUT Áustria   | 2               | 1                |                   | 3 | 2               |
| 2     | NOR Noruega   | 1               |                  | 3                 | 4 | 1               |
| 3     | FIN Finlândia |                 | 2                |                   | 2 | 3               |
| TOTAL | TOTAL         | 3               | 3                | 3                 | 9 | —               |